# Marta Masoni
Marta Maria Masoni (Taranto, 13 luglio 1993) è un'ex cestista italiana.